# Franz Engeln
Franz Engeln (* 4. Februar 1885 in Gelsenkirchen-Buer; † 25. September 1960) war ein deutscher Landespolitiker der CDU.

## Leben
Engeln war 1946 Geschäftsführer der CDU in Gladbeck. Er war Mitglied der Christlichen Gewerkschaften und wurde 1946 in Gladbeck zum Bürgermeister gewählt.
Engeln war in der zweiten Ernennungsperiode vom 19. Dezember 1946 bis zum 19. April 1947 Mitglied des ernannten Landtages von Nordrhein-Westfalen.